# Roter Main
Roter Main er den længste af de to kildefloder til Main. Den har sit udspring i Fränkische Schweiz og forener sig i Kulmbach med Weißer Main. Den er 55 kilometer lang, og på den strækning er der en højdeforskel på 283 meter.
Floden løber gennem et lerholdigt område, så der efter regnvejr løber en del materialer ud, der kan give den en rødbrun  farve, hvilket har været anledning til navnet Roter Main.